# Vere Gordon Childe
Vere Gordon Childe (ur. 14 kwietnia 1892, Sydney, zm. 19 października 1957, Blue Mountains) – australijski archeolog i antropolog kultury.

## Życie

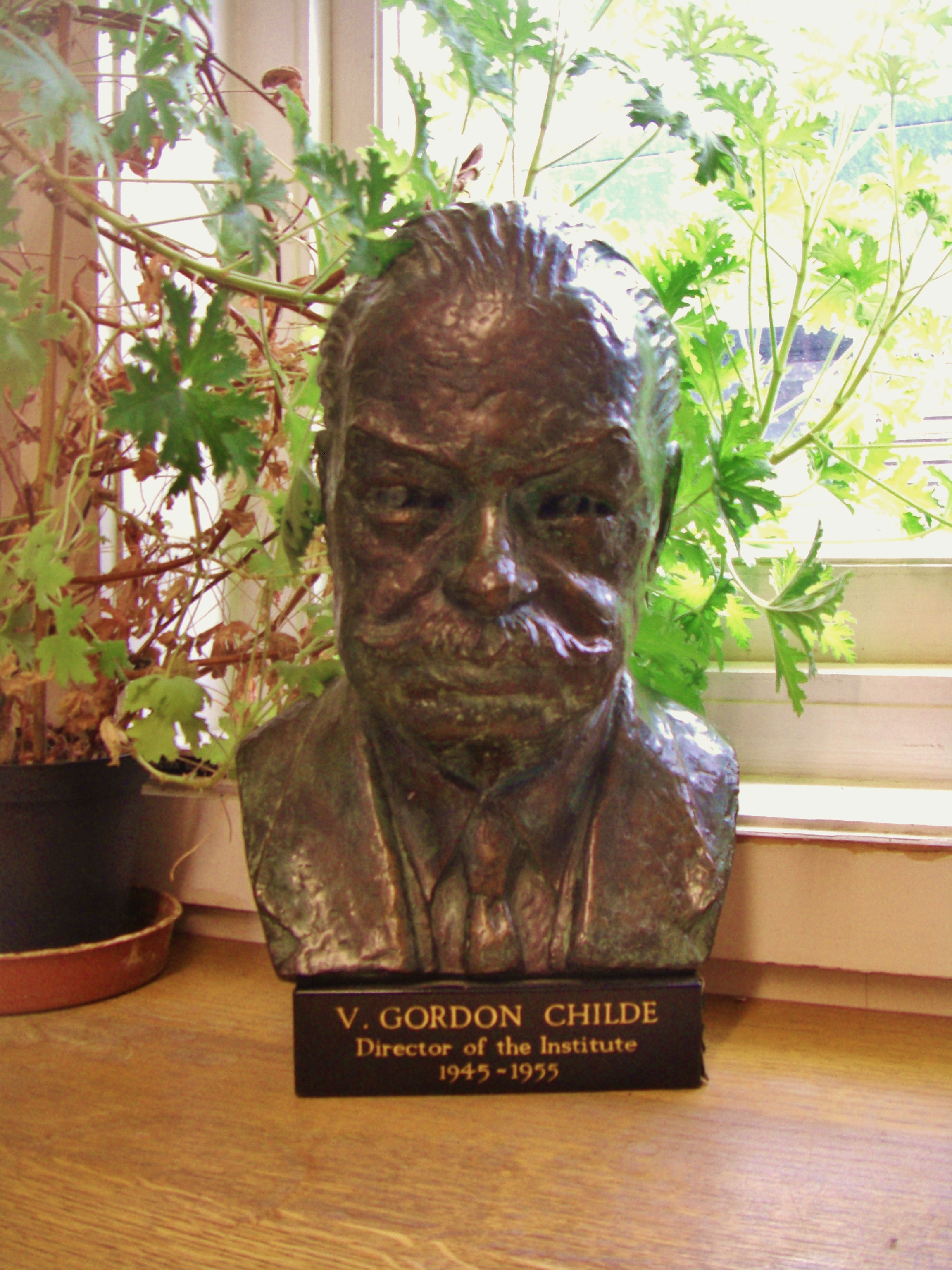
Popiersie V. Gordona Childe'a w bibliotece Instytutu Archeologii w Londynie, gdzie Childe był niegdyś dyrektorem.

Childe był wpływowym członkiem Australijskiej Partii Pracy. Jego poglądy nie zyskały przychylności na konserwatywnych uniwersytetach australijskich, na których szukał posady. W 1921 roku wyemigrował do Wielkiej Brytanii, podróżował po całej Europie aż w końcu objął katedrę archeologii w Edynburgu. W latach 1927–1946 był profesorem archeologii pradziejowej na Uniwersytecie Edynburskim, później do 1956 dyrektorem Instytutu Archeologii University of London. Po przejściu na emeryturę powrócił do rodzinnej Australii, gdzie po krótkim czasie popełnił samobójstwo rzucając się ze skały. W liście pożegnalnym napisał, że nie chce być ciężarem dla społeczeństwa.

## Koncepcje i publikacje
Pracując w Wielkiej Brytanii zdobył sławę zarówno jako teoretyk, jak i praktyk. Jego badania skupiały się głównie na neolicie, najbardziej znane jego badania dotyczyły osady Skara Brae. Był twórcą hipotezy o rewolucji neolitycznej i rewolucji urbanistycznej. Najbardziej znane jego dzieło to The Dawn of European Civilization (1925). Wśród jego wielu książek wpływem wyróżniły się dwie krótkie publikacje popularyzatorskie Man Makes Himself (1936) – opisuje ona historie ludzkości, która przeszła przez kolejne stadia począwszy od zbieractwa i łowiectwa poprzez rolnictwo, powstanie państw i miast aż do rewolucji w wiedzy ludzkiej – oraz What Happened in History (1942) – która w zamyśle stanowi kontynuację pracy Man Makes Himself i pisana w pierwszych latach II wojny sugeruje, że Europa obrała (czasowo) kurs na nowy „wiek ciemny”. Na gruncie antropologii kulturowej uznaje się go jako jednego z głównych przedstawicieli ewolucjonizmu uniwersalnego (jednego z nurtów neoewolucjonizmu).

## Tłumaczenia prac na j. polski
- Jak powstały narzędzia, przeł. Tadeusz Szumowski, Książka i Wiedza, 1950.
- Postęp a archeologia, Państ. Wyd. Naukowe, 1954
- O rozwoju w historii, przeł. Halina Krahelska, Warszawa 1963, Państwowe Wydawnictwo Naukowe (What Happened in History 1942)